# Gynoplistia sculpturata
Gynoplistia sculpturata är en tvåvingeart som beskrevs av Alexander 1929. Gynoplistia sculpturata ingår i släktet Gynoplistia och familjen småharkrankar. Inga underarter finns listade i Catalogue of Life.